# Haruka (chanteuse)
Pour les articles homonymes, voir Haruka.
Haruka (遼花), née le 12 novembre 1988 à Tokyo, est une auteur-compositrice-interprète et guitariste rock japonaise. 

## Biographie
Elle a publié son premier single à l’âge de 19 ans en 2008, sous un label majeur Pony Canyon. Son titre « Muneni Kibou Wo » (Keep Hope In Your Heart) a été utilisé comme thème d'ouverture à l'animé Blue Dragon. Elle a quitté l’industrie musicale après avoir publié son deuxième single et pris un congé de 5 ans. En 2013, elle a créé son propre label et publié son premier mini-album « Hymns To My Soul ». Elle a eu son premier concert en Europe en octobre 2014, à l'expo MondoCon qui a lieu en Hongrie. Le 29 octobre 2014, elle a lancé son deuxième album « Anthems ». Elle parle trois langues, le japonais, l'anglais et le français.

## Discographie
- 2008: Muneni Kibou Wo (Keep Hope In Your Heart), Kimino Mikata (On Your Side)
- 2013: Hymns To My Soul (mini-album)
- 2014: Anthems (album)